# 韋弗利霍爾 (喬治亞州)
韋弗利霍爾（英語：Waverly Hall）是一個位於美國喬治亞州哈里斯縣的城鎮。

## 地理
韋弗利霍爾的座標為32°41′05″N 84°44′18″W / 32.68472°N 84.73833°W，而該地的平均海拔高度為226米（即741英尺）。

## 人口
根據2010年美國人口普查的數據，韋弗利霍爾的面積為8.69平方千米，當中陸地面積為8.64平方千米，而水域面積為0.05平方千米。當地共有人口735人，而人口密度為每平方千米85人。